# Драгана Антоновић
Драгана Антоновић (Београд, 16. септембар 1960) српски је археолог. Специјализована је за праисторију и палеометалургију Балкана. Председница је Српског археолошког друштва од 2011. године.

## Биографија
Ћерка је познатог геолога Антонија Антоновића. Дипломирала је археологију на Филозофском факултету у Београду 1984. године. На истом факултету је магистрирала 1990, а 1998. и докторирала археологију. Радила је 1993-1994. у Универзитетској библиотеци у Београду као библиотекарка-приправница.
Запослила се у Археолошком институту у Београду 1998. као научна сарадница. Област јој тада била истраживање мезолитских и неолитских култура Србије (култура Лепенског Вира, Винчанска култура), посебно њиховог технолошког развоја. Постала је виша научна сарадница 2006, а самим тим и њена област је постала истраживање технолошког развоја у праисторијским културама Балкана, са посебним освртом на рани развој рударства и металургије.
Члан је Српског археолошког друштва од 1984, а од 2011. и прва жена која председава овим друштвом у његовој историји.

## Чланство у организацијама
- Српско археолошко друштво, чланица од 1984, председница од 2011.
- Археолошка истраживања широм Србије, стручна саветница, од 2000.
- Уређивачки одбор Prehistory of Banat, чланица од 2008.
- Одбор за Винчу при Српској академији наука и уметности, чланица 2005-2006.
- Археолошки часопис Колубара, чланица редакције од 2008.

## Реализовани пројекти
- Анализа каменог материјала у оквиру археолошких истраживања у Винчи од 1998. године.
- Анализа камених налаза у оквиру пројеката „Површински коп Тамнава источно поље“, Републичког завода за заштиту споменика културе у Београду.
- Координаторка теме „Археотехнологија: експлоатација, прерада и циркулација сировина у праисторији Србије“ у оквиру пројекта Министарства науке „Археологија Србије: Културни идентитет, интеграциони фактори, технолошки процеси и улога централног Балкана у развоју европске праисторије“ (OI177020; 2011 - 2014).
- Руководитељка пројекта археолошког истраживања на Руднику под називом „Проспекција Малог Штурца: истраживање праисторијског рударства“ од 2010. године.
- ; рад на публиковању праисторијског бакарног оруђа у оквиру серије Prähistorische bronzefunde.

## Награде и признања
- 2004: Награда Министарства за науку и заштиту животне средине Републике Србије, за остварене резултате у 2002-2003. години у III категорији научних радника.